# Curculioninae

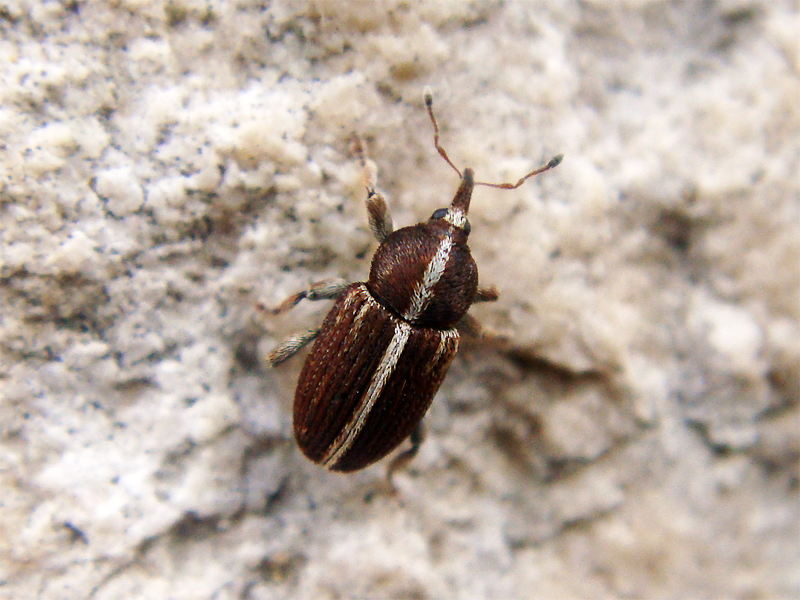
Tychius

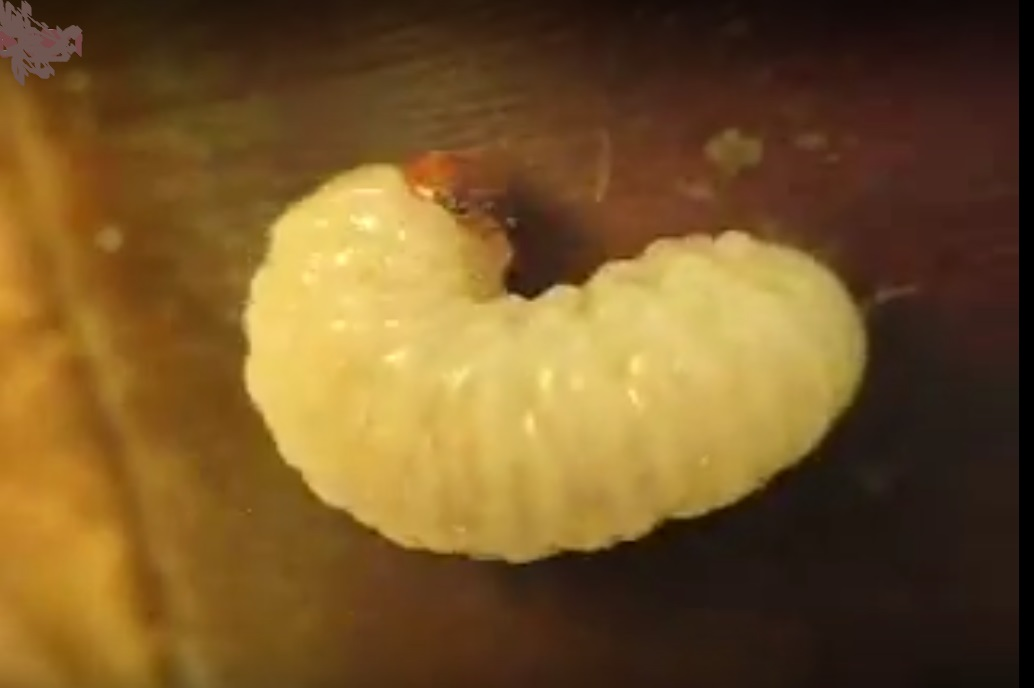
Larva de Curculio emergiendo de una bellota

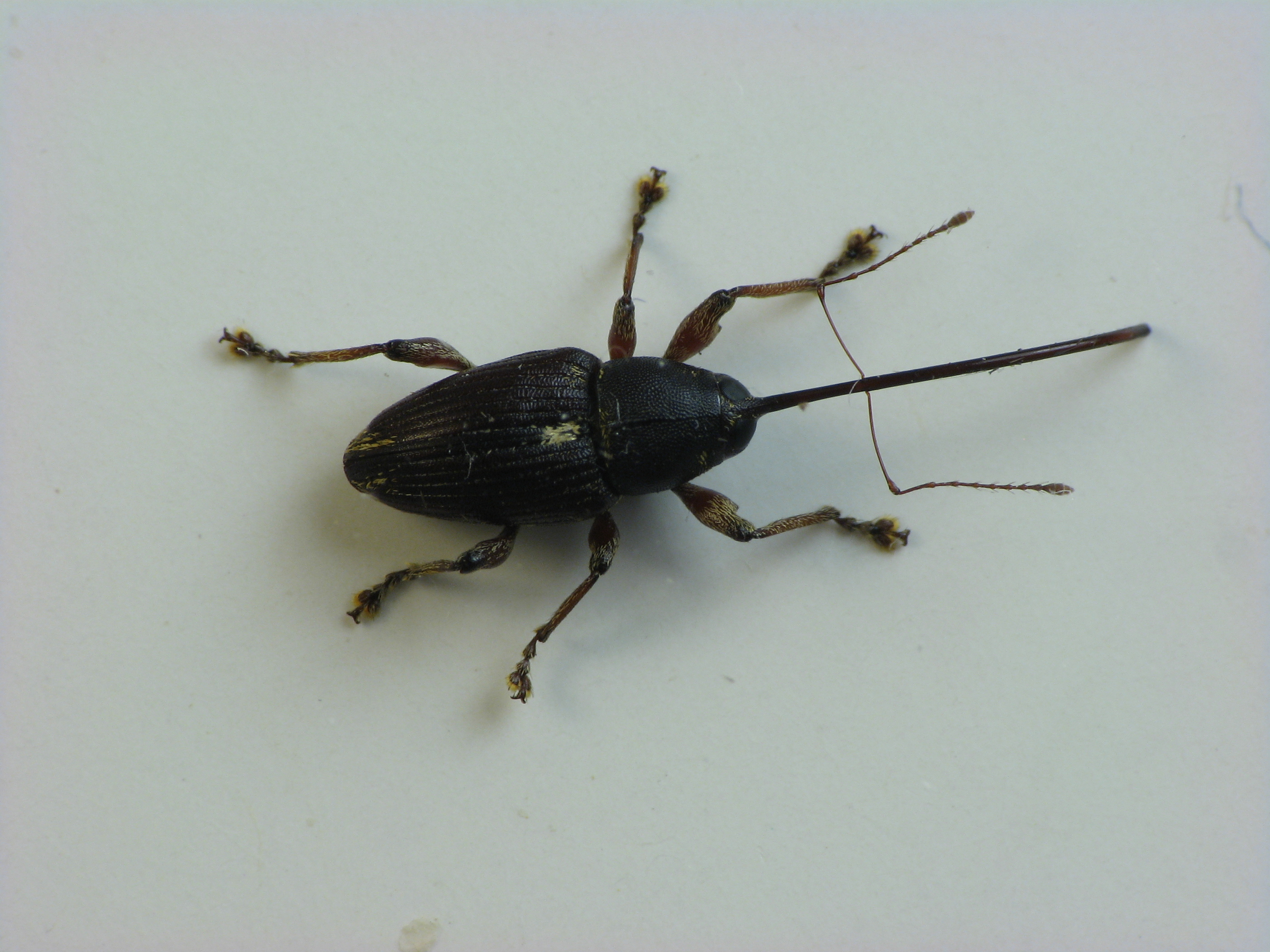
Curculio sayi

La subfamilia de escarabajos Curculioninae es parte de la familia de gorgojos. Contiene más de 23 500 especies descritas en 2200 géneros, y es por tanto la subfamilia de gorgojos más numerosa. Dado que el orden de escarabajo (Coleoptera) contiene aproximadamente un cuarto de todos los organismos  conocidos, Curculioninae representa una de – si no la – radiación  más  exitosa de metazoos  terrestres.

## Sistemática
Esta subfamilia está dividida en alrededor 30 tribus. La delimitación de Curculioninae es bastante robusta si se tiene en cuenta su gran número de especies; hay alguna disputa, aun así, en su relación exacta con Molytinae. Las tribus Phrynixini y Trypetidini están también incluidas en Curculioninae por algunos autores, pero más a menudo  están consideradas como parte de Molytinae; en cambio, Itini es normalmente colocada en Curculioninae; pero a veces en Molytinae, la cual es a veces expandida por ciertos autores  para incluir, entre otros a todos los miembros de Cryptorhynchinae. Estos, así como Ceutorhynchinae, están a veces incluidos en Curculioninae como las tribus adicionales Cryptorhynchini y Ceutorhynchini. 

### Lista de tribus
La subfamilia Curculioninae consta de las tribus siguientes:
También se incluyen algunos géneros.
- Acalyptini Thomson, 1859
  - Acalyptus
  - Anchylorhynchus
- AcentriniSeidlitz, 1890[3]
- Acentrusini Alonso-Zarazaga, 2005
- Ancylocnemidini Voss, 1962
- Anoplini Bedel, 1884[3][4]
- Anthonomini Thomson, 1859
  - Anthonomus
  - Brachonyx
- Camarotini Schönherr, 1833
- Ceratopodini Lacordaire, 1863
- Cionini Schönherr, 1825
  - Cionus
- Cranopoeini Kuschel, 2009
- Cryptoplini Lacordaire, 1863
- Curculionini Latreille, 1802
  - Curculio
- Derelomini Lacordaire, 1865
- Diabathrariini Lacordaire, 1863
- Ellescini Thomson, 1859
  - Dorytomus
  - Ellescus
- Erodiscini Lacordaire, 1863
- Eugnomini Lacordaire, 1863
  - Meriphus
  - Pactolotypus
- Geochini Zimmerman, 1994[4]
- Gonipterini Lacordaire, 1863
  - Gonipterus
- Itini Reitter, 1913[4]
- Mecinini Gistel, 1848
  - Mecinus
  - Rhinusa
- Neosharpiini Hoffmann, 1956[4]
- Nerthopini Lacordaire, 1865
- Otidocephalini Lacordaire, 1863
- Piazorhinini Lacordaire, 1863
- Prionobrachiini Hustache, 1938
- Pyropini Lacordaire, 1865
- Rhamphini Rafinesque, 1815
  - Rhynchaenus
- Smicronychini Seidlitz, 1891
- Sphaeriopoeini Kuschel, 2003
- Storeini Lacordaire, 1863
  - Glaucopela
  - Peristoreus
- Styphlini Jekel, 1861
  - Pseudostyphlus
- Tychiini Gistel, 1848
  - Lignyodes
  - Tychius
- Ulomascini Lacordaire, 1865
  - Misophrice
- Viticiini Morimoto, 1983